# Hasselbrook

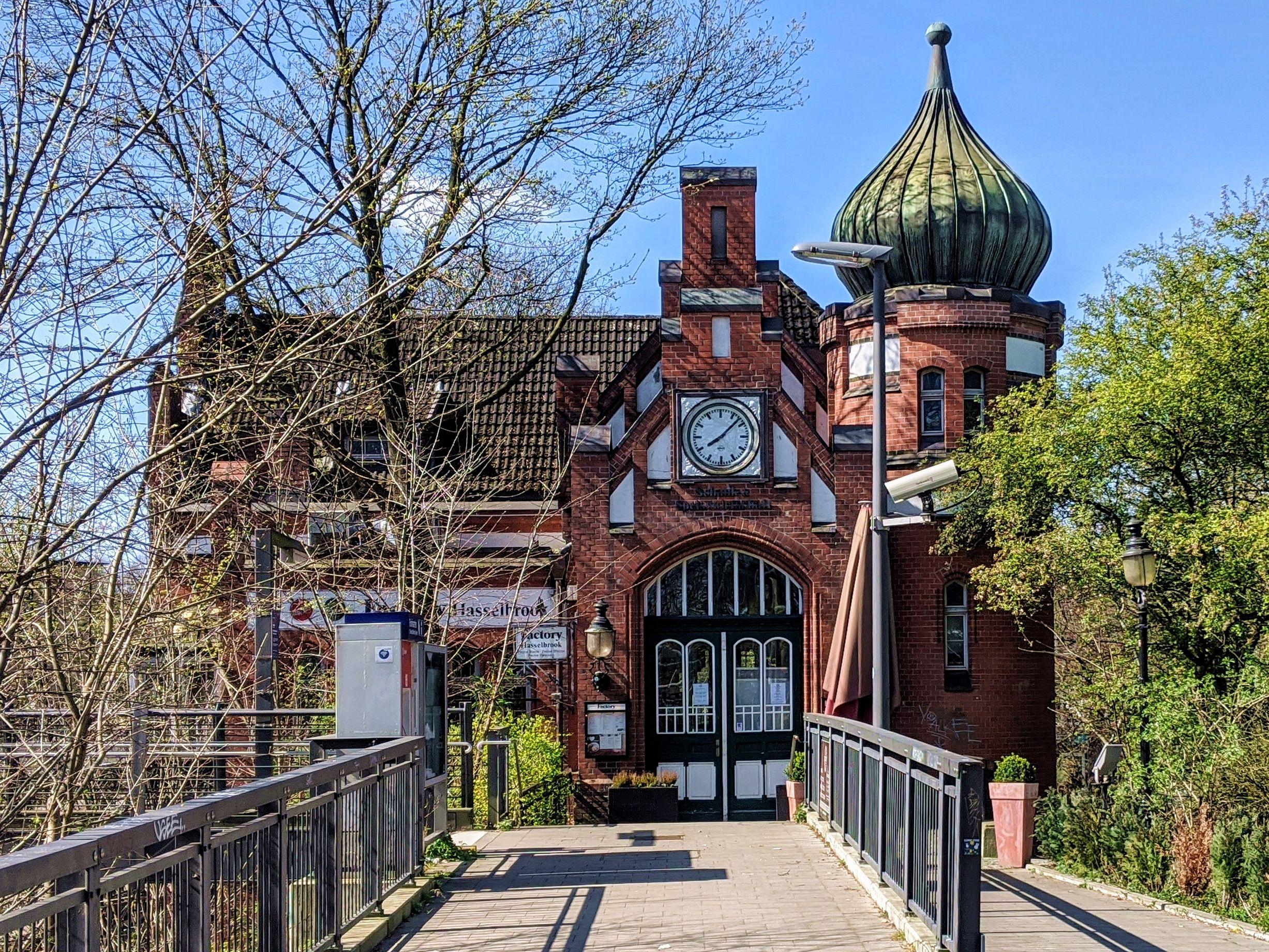
Alter Bahnhof Hasselbrook

Der Hasselbrook ist eine historische Flurbezeichnung und heute ein nicht eindeutig begrenztes Wohnquartier in den Hamburger Stadtteilen Eilbek und Hamm. Bekannt ist er vor allem durch den gleichnamigen S- und Regionalbahnhof, außerdem führen eine Straße und eine Schule den Namensbestandteil.

## Geographie

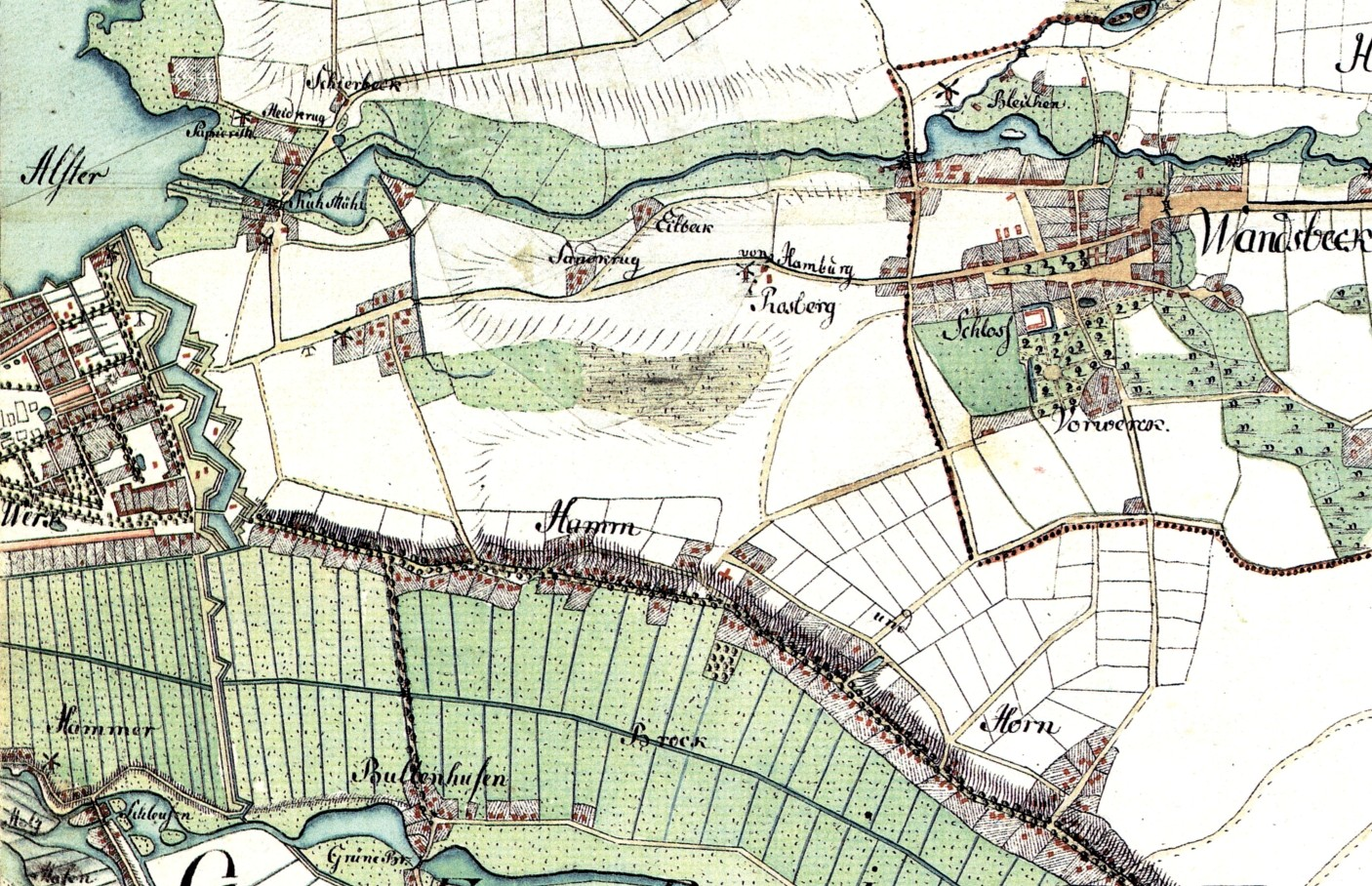
Ausschnitt aus der Varendorfschen Karte (um 1790): Der Hasselbrook ist hier als unbezeichnete grün-braune Fläche in der Bildmitte erkennbar; links St. Georg, rechts Wandsbek, unten in grün der Hammerbrook.

Der Hasselbrook umfasst den südlichen Teil des Stadtteils Eilbek sowie den Norden von Hamm. Eine exakte Begrenzung besteht nicht; seine ursprüngliche Ausdehnung ist durch die Bebauung der letzten 150 Jahre überformt und nur noch schwer zu erkennen. Auf der Vahrendorfschen Karte vom Ende des 18. Jahrhunderts ist er als langgestreckte Senke zwischen den damaligen Dörfern Eilbek und Hamm erkennbar, die sich nach Westen zur Landwehr hin öffnet und auf drei Seiten von höher gelegenen Feldern begrenzt ist: dem Peterskamp im Norden, dem Fahrenkamp im Osten und dem Feld Hinter den (Hammer) Höfen im Süden. Bezogen auf die heutige Situation dürfte das in etwa dem Gebiet zwischen Landwehr im Westen, Papenstraße im Norden, Hammer Steindamm im Osten und Sievekingsallee im Süden entsprechen. Auch der Name der Straße Moorende in Hamm deutet auf die Lage am Rand des einstigen Sumpfwaldes hin. Oft wird heute auch das gesamte Eilbeker Gebiet südlich der Wandsbeker Chaussee dem Hasselbrook zugerechnet, obwohl dies auch den historischen Peterskamp mit dem dort gelegenen Jacobipark umfasst.

## Geschichte

Die Ritterstraße um 1900

Ursprung und Bedeutung des Flurnamens sind nicht eindeutig geklärt: Während die niederdeutsche Silbe -brook zweifelsfrei auf ein tiefliegendes und feucht-sumpfiges Bruchland hindeutet, gibt es zur Bedeutung des vorderen Namensbestandteils verschiedene Theorien: Die verbreitete volksetymologische Deutung als „mit Haselstauden bewachsene Bruchniederung“ ist sehr wahrscheinlich falsch, da das betreffende Gebiet in alten Quellen als Harse-, Herse- oder Her(t)zebrock bezeichnet wird, was Forscher im 19. Jahrhundert eher auf Pferd (horse) oder Hirsch (hirtz) zurückführten.
Sicher ist hingegen, dass der Hasselbrook ursprünglich Teil eines größeren Waldgebietes war, das einst weite Gebiete östlich von Hamburg bedeckte. Während der Hochwald als herrschaftlicher Besitz zunächst den Holsteiner Grafen und später dem Hamburger Rat gehörte, diente der Hasselbrook den Hammer Bauern lange Zeit als Gemeinweide (Allmende) und wurde erst im Zuge der Verkoppelung im 18. Jahrhundert in Privatbesitz umgewandelt. Seit dem 19. Jahrhundert gehörte der Großteil des Hasselbrooks zum Landsitz Hammer Hof der Familie Sieveking.
Nach dem Bau der Eisenbahnstrecke Hamburg–Lübeck wurde der nördlich der Trasse gelegene Teil des Hasselbrooks 1864 der Vogtei Eilbek zugeschlagen und in der Folge von Nordwesten her erschlossen und bis an die damalige Stadtgrenze nach Wandsbek bebaut. Der bei Hamm verbliebene Südteil wurde erst nach 1900 besiedelt, die Feldmark östlich des Hammer Steindamms sogar erst in den 1920er und 1930er Jahren.
Im Zweiten Weltkrieg wurde der Hasselbrook bei den alliierten Luftangriffen im Sommer 1943 nahezu vollständig zerstört. Nach dem Krieg wurde das Gebiet überwiegend mit Backsteinbauten in Zeilenbauweise neu aufgebaut, die das Gesicht beider Stadtteile bis heute prägen. Nur vereinzelt haben sich Etagenwohnhäuser und Fabrikhöfe aus der Gründerzeit erhalten.

## Galerie

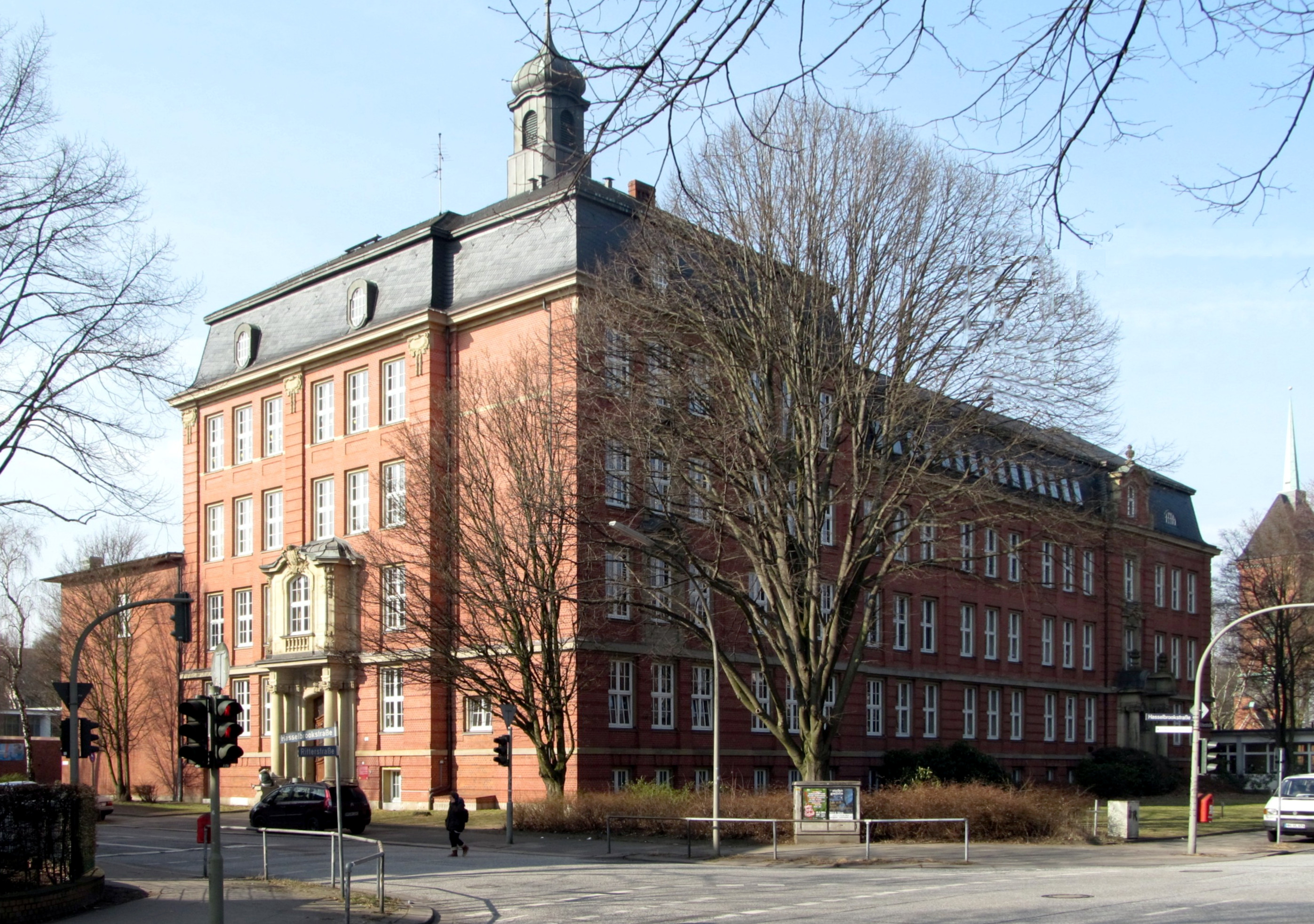
Schule Hasselbrook, erbaut 1905–1907 nach Entwürfen von Albert Erbe
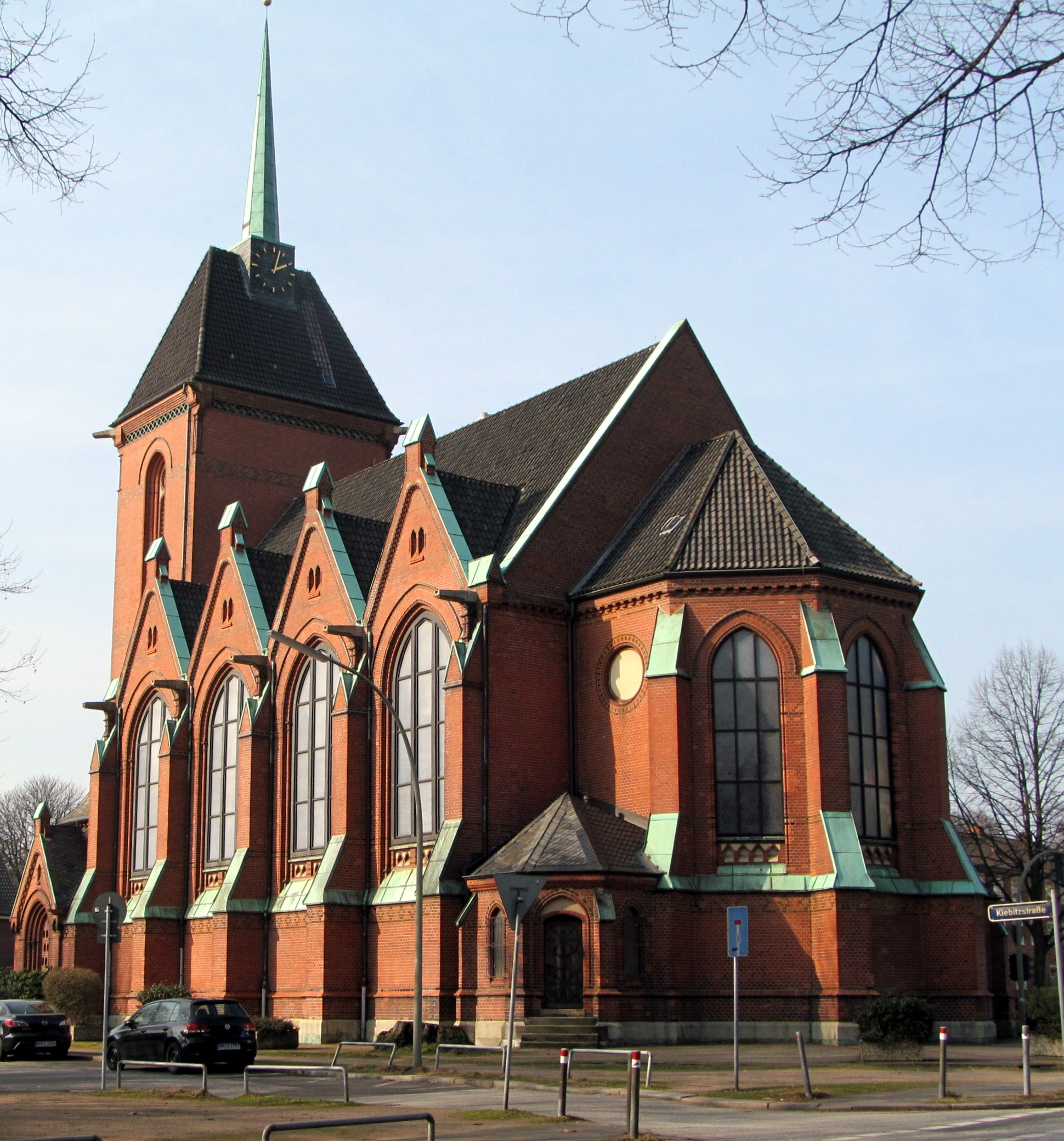
Friedenskirche, erbaut 1883–85 nach Entwürfen von Johannes Otzen
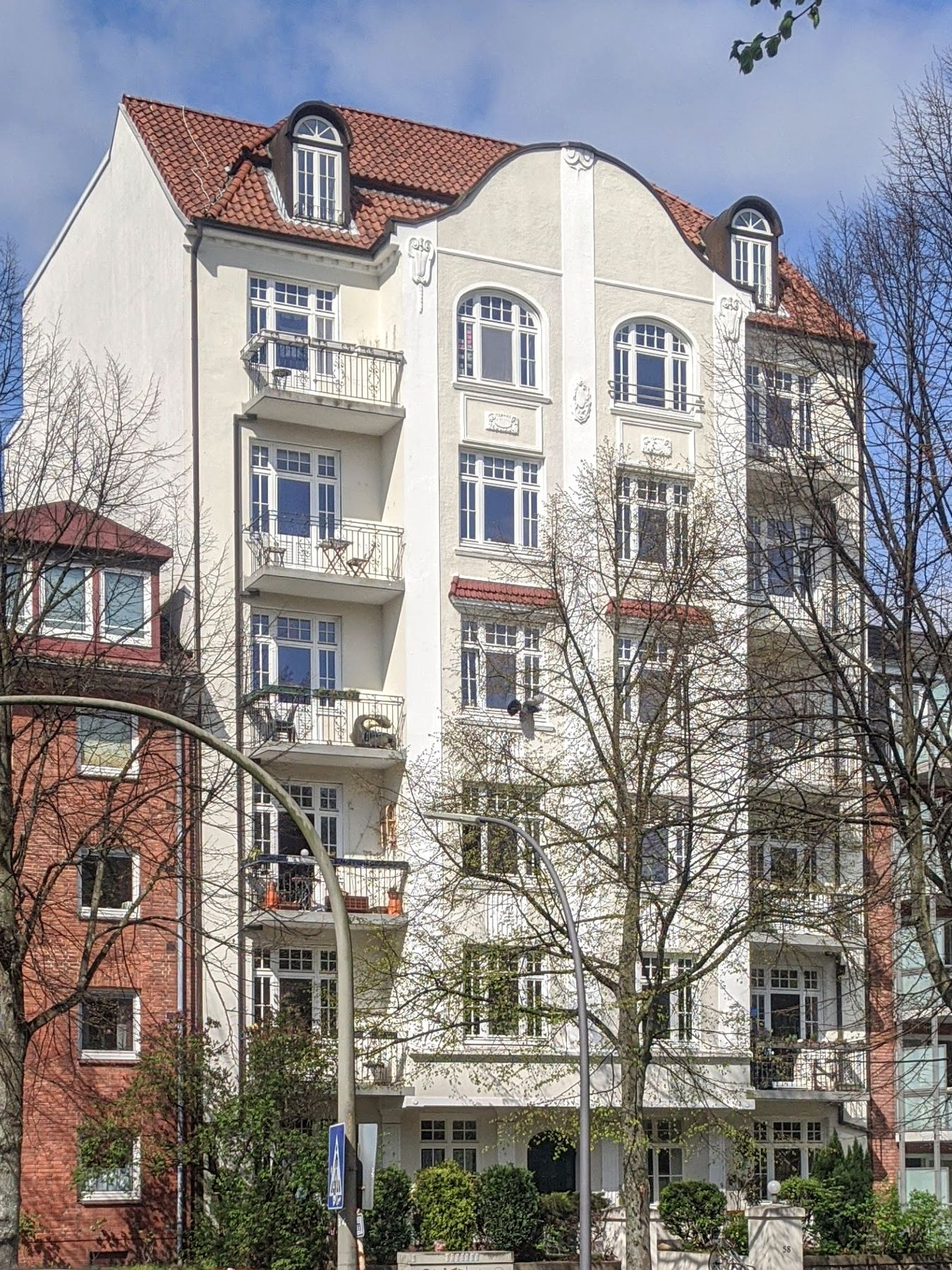
Eines der wenigen erhaltenen Gründerzeit-Häuser im Hirschgraben
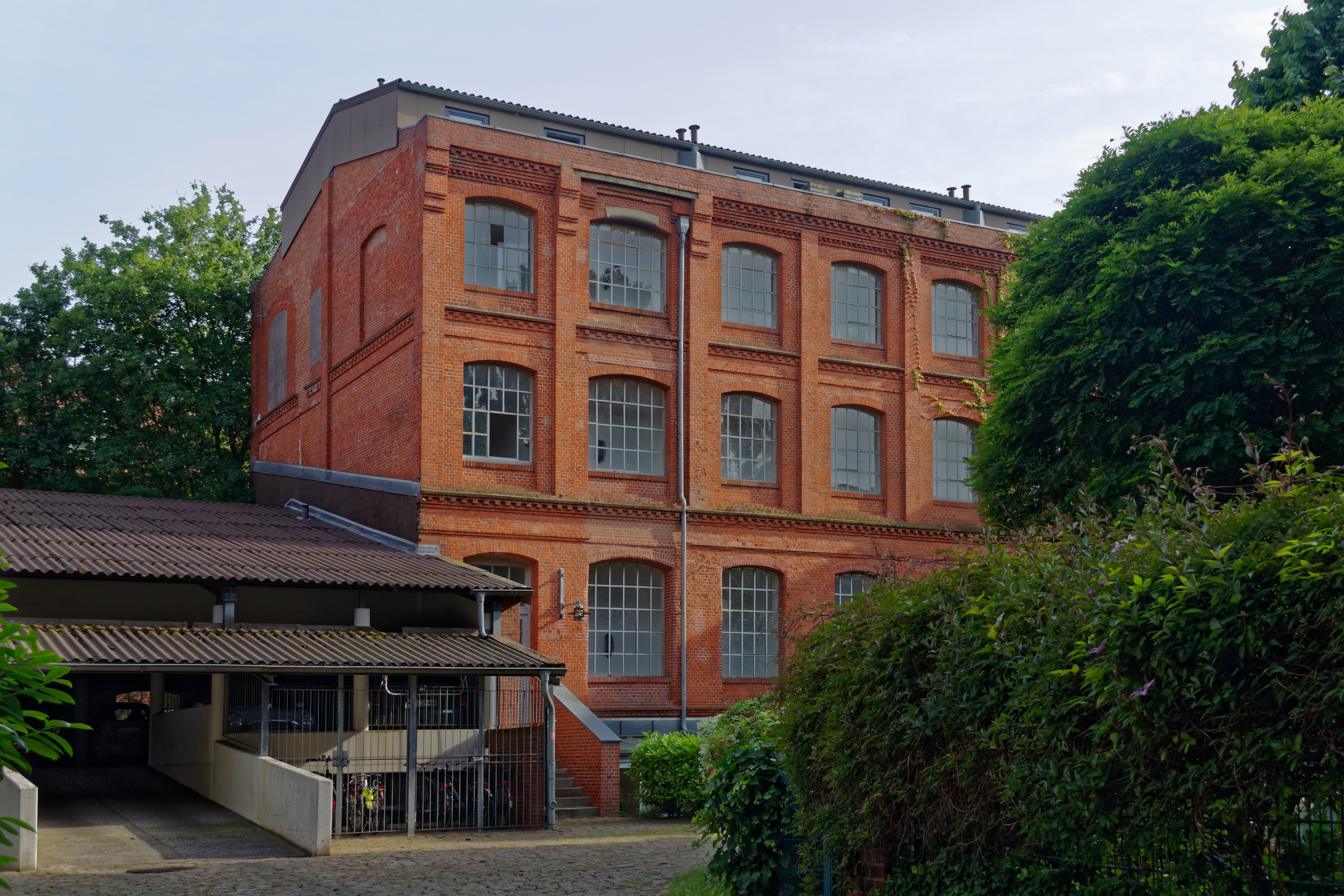
Denkmalgeschützter Fabrikhof in der Papenstraße
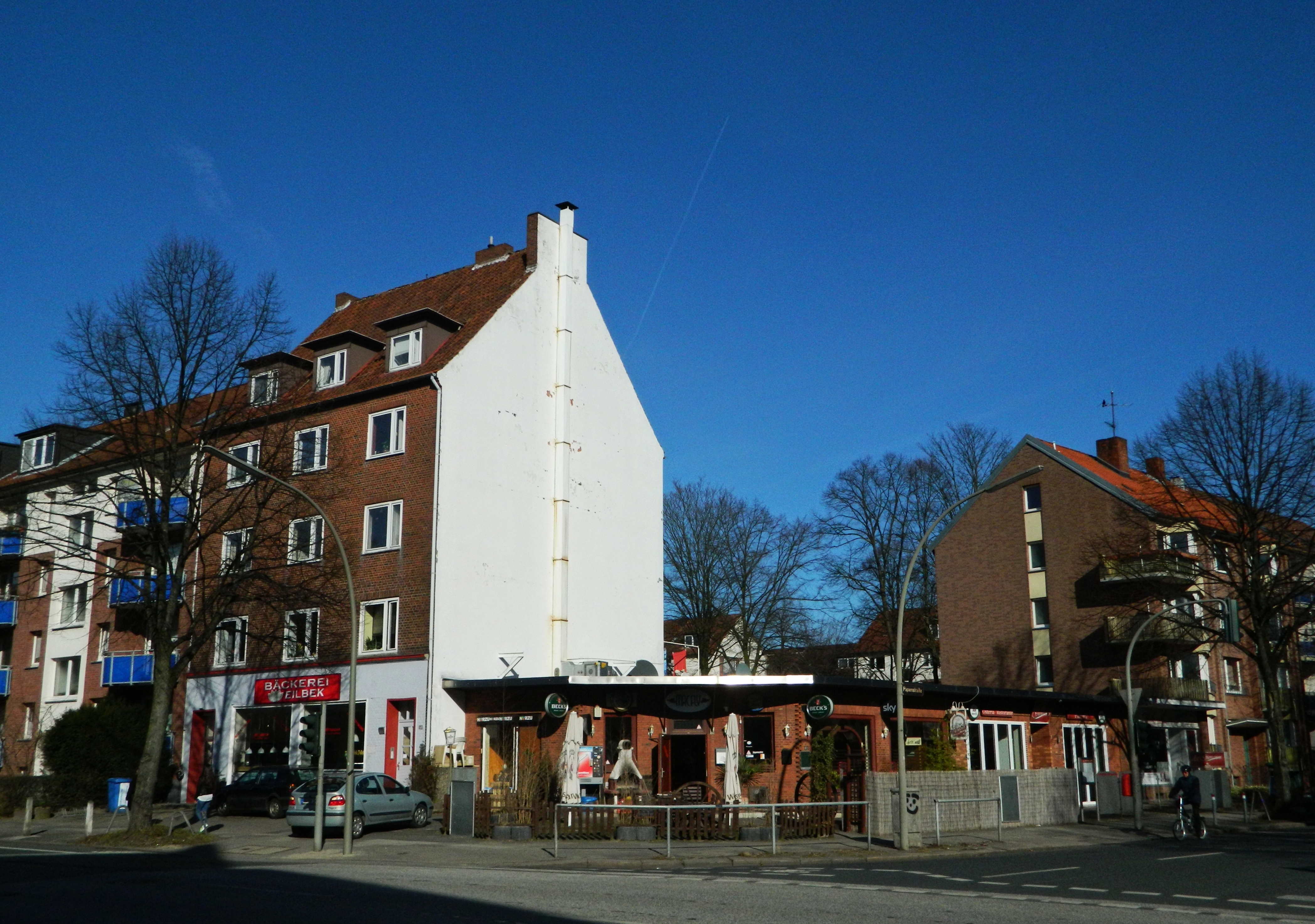
Typische Nachkriegsbebauung, Ecke Ritterstraße / Papenstraße